# Route Adélie de Vitré 2024
De 28e editie van de wielerwedstrijd Route Adélie de Vitré vond plaats op 29 maart 2024. De wedstrijd startte en finishte in in Vitré en was 174,2 kilometer lang. De wedstrijd maakte deel uit van de UCI Europe Tour, met de categorie 1.1, en de Coupe de France. De Belg Jenthe Biermans won de wedstrijd en volgde zo Fredrik Dversnes, die zelf twaalfde werd, op op de erelijst.

## Koersverloop
De wedstrijd was 23 kilometer korter dan een jaar eerder en was zodoende 174 kilometer lang.
De jonge Noa Isidore ontsnapte tien kilometer voor de finish uit de kopgroep van elf renners. Niet veel later werd hij weer bijgehaald door de kopgroep. In de kopgroep was weinig samenwerking. Na nog verscheidene aanvallen in de kopgroep waren het David Gaudu, Jordan Labrosse en Alexandre Delettre die de laatste kilometers samen vooraan reden. De drie Franse renners verspilden echter hun kansen voor de overwinning in de laatste honderden meters voor de finish. De Belg Jenthe Biermans wist hiervan te profiteren en won de sprint van de renners uit de kopgroep.
Enkele renners, zoals Isidore en Simon Dalby, namen deel aan de hoofdmacht van hun ploeg terwijl deze normaliter rijden voor de opleidingsploeg van hun ploeg.

## Uitslag
| Plaats  | Naam                 | Ploeg                         | Tijd     |
| ------- | -------------------- | ----------------------------- | -------- |
| Winnaar | Jenthe Biermans      | Arkéa-B&B Hotels              | 4u03'27" |
| 2       | Sandy Dujardin       | Sandy Dujardin                | z.t.     |
| 3       | Alexandre Delettre   | St Michel-Mavic-Auber93       | z.t.     |
| 4       | David Gaudu          | Groupama-FDJ                  | z.t.     |
| 5       | Carl-Frederik Bévort | Uno-X Mobility                | z.t.     |
| 6       | Jordan Labrosse      | Decathlon AG2R La Mondiale    | z.t.     |
| 7       | Xabier Berasategi    | Euskaltel-Euskadi             | + 2"     |
| 8       | Noa Isidore          | Decathlon AG2R La Mondiale    | z.t.     |
| 9       | Clément Braz Afonso  | CIC U Nantes Atlantique       | z.t.     |
| 10      | Simon Dalby          | Uno-X Mobility                | + 9"     |
| 11      | Ewen Costiou         | Arkéa-B&B Hotels              | z.t.     |
| 12      | Fredrik Dversnes     | Uno-X Mobility                | + 14"    |
| 13      | Benoît Cosnefroy     | Decathlon AG2R La Mondiale    | + 18"    |
| 14      | Noah Hobbs           | Groupama-FDJ                  | + 20"    |
| 15      | Romain Cardis        | St Michel-Mavic-Auber93       | z.t.     |
| 16      | Jon Aberasturi       | Euskaltel-Euskadi             | z.t.     |
| 17      | James Fouché         | Euskaltel-Euskadi             | z.t.     |
| 18      | Jonathan Couanon     | Nice Métropole Côte d'Azur    | z.t.     |
| 19      | Clément Venturini    | Arkéa-B&B Hotels              | z.t.     |
| 20      | Filippo Magli        | VF Group-Bardiani CSF-Faizanè | z.t.     |

1976 · 1977 · 1978 ·  1979 · 1980 · 1981 · 1982 · 1983 · 1984 · 1985 · 1986 · 1987 · 1988 · 1989 · 1990 · 1991 · 1992 · 1993 · 1994 · 1995 · 1996 · 1997 · 1998 · 1999 · 2000 · 2001 · 2002 · 2003 · 2004 · 2005 · 2006 · 2007 · 2008 · 2009 · 2010 · 2011 · 2012 · 2013 · 2014 · 2015 · 2016 · 2017 · 2018 · 2019 · 2020 · 2021 · 2022 · 2023 · 2024